# Jack Alderson
John Thomas Alderson – detto Jack Alderson – (Crook, 28 novembre 1891 – 17 febbraio 1972) è stato un calciatore inglese, di ruolo portiere.

## Carriera
Inizia la sua carriera calcistica nelle giovanili del Crook Town, passando in seguito nella prima squadra.
Si trasferisce allo Shildon Athletic prima di entrare nella Lega professionisti con il Middlesbrough. Non riuscendo a trovare un posto in prima squadra si accasa allo Newcastle United nel 1912, il suo passaggio vale 30 sterline. Gioca solo una volta per il Newcastle, una vittoria per 3-1 contro l'Arsenal il 25 gennaio 1913.
Nel 1918 passa al Crystal Palace per un costo di 50 sterline. Durante la prima stagione del dopoguerra, 1919-1920, è sempre titolare. Il Palace conclude la stagione al terzo posto
Alla fine della stagione, il Cyistal Palace e tutti gli altri club di Southern Football League formano la nuova Third Division. L'anno seguente Alderson è sempre titolare ed il Cyistal Palace, vincendo la Lega, viene promosso in Second Division.
Il 10 maggio 1923, in un incontro amichevole a Parigi contro la Francia, partita vinta 4-1 dagli inglesi, Aldelson gioca la sua unica partita nella Nazionale inglese.
Nel 1924 si trasferisce a Pontypridd, dopo aver giocato 205 partite nella prima squadra per Crystal Palace.
Tornato in Football League nel 1925 con lo Sheffield United, gioca 122 partite di campionato in quattro anni prima di trasferirsi all'Exeter City nel 1929.
Successivamente si aggrega al Torquay United come terzo portiere, avendo davanti a sé Joe Wright come portiere titolare e Laurie Millsom come un sostituto.
In seguito gioca per il Worcester City prima di ricongiungersi al Crook Town dove conclude la sua carriera di giocatore.
Nel 2005, anno del centenario del Crystal Palace, Alderson è stato votato come terzo miglior portiere della storia del club, dietro a Nigel Martyn ed a John Jackson.

## Statistiche

### Cronologia presenze e reti in nazionale
| Cronologia completa delle presenze e delle reti in nazionale ― Inghilterra | Cronologia completa delle presenze e delle reti in nazionale ― Inghilterra | Cronologia completa delle presenze e delle reti in nazionale ― Inghilterra | Cronologia completa delle presenze e delle reti in nazionale ― Inghilterra | Cronologia completa delle presenze e delle reti in nazionale ― Inghilterra | Cronologia completa delle presenze e delle reti in nazionale ― Inghilterra | Cronologia completa delle presenze e delle reti in nazionale ― Inghilterra | Cronologia completa delle presenze e delle reti in nazionale ― Inghilterra |
| Data                                                                       | Città                                                                      | In casa                                                                    | Risultato                                                                  | Ospiti                                                                     | Competizione                                                               | Reti                                                                       | Note                                                                       |
| -------------------------------------------------------------------------- | -------------------------------------------------------------------------- | -------------------------------------------------------------------------- | -------------------------------------------------------------------------- | -------------------------------------------------------------------------- | -------------------------------------------------------------------------- | -------------------------------------------------------------------------- | -------------------------------------------------------------------------- |
| 2-5-1923                                                                   | Londra                                                                     | Francia                                                                    | 1 – 1                                                                      | Inghilterra                                                                | Amichevole                                                                 | -1                                                                         |                                                                            |
| Totale                                                                     |                                                                            | Presenze                                                                   | 1                                                                          |                                                                            | Reti                                                                       | -1                                                                         |                                                                            |

## Palmarès

### Club

#### Competizioni nazionali
- Division Three: 1

Crystal Palace: 1920-1921